# Santa Maria della Pace (titre cardinalice)
Le titre cardinalice de Santa Maria della Pace (Sainte Marie de la Paix) a été institué le 13 avril 1587 par le pape Sixte V dans la constitution apostolique Religiosa. Il est attaché à l'église Notre-Dame-de-la-Paix située dans le rione Ponte à Rome.

## Sources
- (it) Cet article est partiellement ou en totalité issu de l’article de Wikipédia en italien intitulé « Santa Maria della Pace (titolo cardinalizio) » (voir la liste des auteurs).